# Epigynopteryx straminea
Epigynopteryx straminea là một loài bướm đêm trong họ Geometridae.